# Caradrina obscura
Caradrina obscura là một loài bướm đêm trong họ Noctuidae.